# LSV Boelcke Krakau
Der Luftwaffensportverein Boelcke Krakau (kurz: LSV Boelcke Krakau) war während des Zweiten Weltkriegs ein Sportclub in einer Garnison der deutschen Luftwaffe im besetzten Polen. Der Verein, der nach dem Jagdflieger Oswald Boelcke benannt war, wurde 1941 Meister der Gauliga Generalgouvernement.

## Geschichte
Der LSV Boelcke Krakau wurde im März 1940 gegründet. 1941 gewann er die Distriktmeisterschaft von Krakau. Dadurch qualifizierte er sich für das Halbfinale der Gaumeisterschaft des Generalgouvernement, in dem er die SS- und Pol.-SG Lublin mit 2:0 besiegte. Im Finale schlug der LSV Boelcke Krakau den LSV Warschau mit 1:0. Mit dem Meistertitel 1941 des Generalgouvernements waren die Krakauer für die Endrunde um die deutsche Meisterschaft 1942 qualifiziert. Zur taktischen Vorbereitung der Mannschaft engagierte die Vereinsführung den früheren Schalke-Trainer Kurt Otto für einen Lehrgang. Doch blieb der LSV Boelcke bei der Endrunde der deutschen Meisterschaft chancenlos: Er verlor zum Auftakt gegen den Planitzer SC bereits in der Qualifikationsrunde mit 2:5 und schied aus.
In der Saison 1942 führte der LSV Boelcke nach Abschluss der Gruppenspiele im Distrikt Krakau wie im Jahr zuvor die Tabelle an. Doch wurde ihm wenige Tage später am „grünen Tisch“ der Titel des Distriktmeisters aberkannt: Zwar hatte er gegen den stärksten Rivalen, die DTSG Krakau, mit 3:2 gewonnen, doch deren Vorstand legte mit Erfolg Protest gegen die Wertung dieser Partie ein. Der LSV Boelcke hatte nämlich Spieler einer anderen Mannschaft der Krakauer Luftwaffengeschwader, des LSV Mölders Krakau, ausgeliehen und eingesetzt. Der Grund dafür war die Versetzung und Verletzung eigener Spieler, so dass keine vollständige Mannschaft hatte aufgestellt werden können. Doch war der Einsatz dieser Gastspieler nicht rechtzeitig dem Fachwart für Fußball gemeldet worden, so dass zum Spieltermin keine Genehmigung dafür vorlag.
Aufgrund des näher rückenden Kriegsgeschehen wurde der LSV Boelcke Krakau im September 1944 aufgelöst.

## Kader der Endrunde 1941
Jacob; Seel, Paa; Eichstädt, Weiß, Gschwendtner; Winzek, Speil, Hupp, Adorf, Abraham, Kunikiewicz

## Erfolge
- Meister des Distrikts Krakau: 1941
- Meister der Gauliga Generalgouvernement: 1941
- Vizemeister des Distrikts Krakau: 1942

## Quelle
- Hardy Grüne, Christian Karn: Das große Buch der deutschen Fußballvereine. AGON Sportverlag, Kassel 2009, ISBN 978-3-89784-362-2.